# 孟康 (水滸傳)
孟康，是小說《水滸傳》中的人物，祖籍真定州，因长得又高又白，所以人称“玉幡竿”。他善于造船，在奉命造大船来押运花石纲时，受不了提调官欺侮，因而杀官出逃，和邓飞、裴宣一道落草饮马川。后来戴宗、杨林路过饮马川，邓飞、孟康想要劫财时认出了杨林，从而一同归顺梁山。孟康在梁山负责监造大小战船。受招安后，在讨方腊时阵亡。

## 影视形象
- 2011年版《水浒传》：孙建东
- 2012年电影《铁面孔目裴宣》：蒋庆建